# Frank Moss (Politiker)

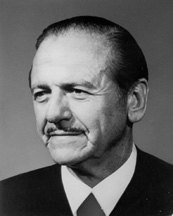
Frank Moss

Frank Edward Moss (* 23. September 1911 in Salt Lake City, Utah; † 29. Januar 2003 ebenda) war ein US-amerikanischer Politiker der Demokratischen Partei, der den Bundesstaat Utah von 1959 bis 1977 im US-Senat vertrat.

## Frühe Jahre und juristische Laufbahn
Frank Moss war das jüngste von sieben Kindern von James und Maude Moss. Aus seiner 1934 geschlossenen Ehe gingen vier Kinder hervor; seine Ehefrau Phyllis verstarb 2007. Nach seinem Abschluss an Granite High School in Salt Lake City im Jahr 1929 besuchte Moss bis 1933 die University of Utah sowie bis 1937 die Law School der George Washington University. Anschließend war er bis 1939 als Jurist im Stab der United States Securities and Exchange Commission tätig. In diesem Jahr wurde er juristischer Mitarbeiter (Law Clerk) von James H. Wolfe, dem Obersten Richter am Utah Supreme Court.
1940 wurde Moss selbst zum Richter am Stadtgericht von Salt Lake City gewählt. Während des Zweiten Weltkrieges gehörte er dem Judge Advocate General’s Corps des Army Air Corps in England an. Nach Kriegsende wurde er erneut Richter in seiner Heimatstadt sowie ab 1950 Staatsanwalt im Salt Lake County. In dieser Funktion wurde er 1954 von den Wählern bestätigt.

## Politik
Moss bewarb sich 1956 um die Nominierung der Demokraten für die Wahl zum Gouverneur von Utah, verlor aber gegen L.C. Romney, der wiederum dem Republikaner George Dewey Clyde unterlag. Zwei Jahre später wurde er von seiner Partei für die Senatswahlen aufgestellt. Neben dem republikanischen Amtsinhaber Arthur Vivian Watkins trat auch der ehemalige Gouverneur J. Bracken Lee als unabhängiger Kandidat an, nachdem er gegen Watkins in der Primary seiner Partei verloren hatte. Watkins (34,8 Prozent) und Lee (26,4 Prozent) teilten sich die Stimmen der republikanischen Wähler, sodass Moss mit einem Anteil von 38,7 Prozent den Sieg davontrug. Er nahm sein Mandat in Washington, D.C. ab dem 3. Januar 1959 wahr.
In der Folge gelang Moss mit jeweils deutlicher Mehrheit zweimal die Wiederwahl. 1964 gewann er mit 57,3 Prozent der Stimmen gegen Ernest L. Wilkinson, den Präsidenten der Brigham Young University, 1970 mit 56,2 Prozent gegen den Kongressabgeordneten Laurence J. Burton. Während seiner Zeit als Senator stand er unter anderem dem Unterausschuss des Handelsausschusses für Verbraucherfragen vor. Nationale Aufmerksamkeit zog er durch sein Engagement für den Umweltschutz und die Gesundheitsfürsorge auf sich. Er wurde ferner ein Experte für das Thema Wasser.
Moss brachte den Federal Cigarette Labeling and Advertising Act im Senat ein, nach dessen Annahme detaillierte Angaben zur Gesundheitsgefährdung durch Zigaretten auf deren Verpackungen gedruckt werden mussten; auch die Tabakwerbung im Rundfunk wurde dadurch verboten. Weitere von ihm erstellte Gesetzesvorlagen zum Verbraucherschutz waren der Consumer Product Warranty and Guarantee Act, der Toy Safety Act, der Product Safety Act und der Poison Prevention Packaging Act. Gemeinsam mit Senator Frank Church aus Idaho bemühte er sich 1974 auch um die erste Gesetzesinitiative für ein Hospizprogramm, die es aber aufgrund fehlender Unterstützung durch andere Senatsmitglieder nicht zur Abstimmung brachte. Ab 1982 wurden Hospizzuschüsse dann nach einem Kongressbeschluss über das Medicare-System geregelt.
Von 1973 bis 1977 war Moss auch Vorsitzender des Raumfahrtausschusses. Er trat 1976 erneut zur Wiederwahl an, verlor aber diesmal gegen den Republikaner Orrin Hatch. Frank Moss schied am 3. Januar 1977 aus dem Senat aus; seitdem hat dort kein Demokrat mehr den Staat Utah vertreten. Er praktizierte fortan als Anwalt in Washington und in Salt Lake City, wo er im Jahr 2003 verstarb.